# Acacia laccata
Acacia laccata är en ärtväxtart som beskrevs av Leslie Pedley. Acacia laccata ingår i släktet akacior, och familjen ärtväxter. Inga underarter finns listade i Catalogue of Life.